# رضاآباد (نوق)
رضاآباد یک روستا در ایران است که در دهستان بهرمان شهرستان رفسنجان واقع شده‌است.